# Evaluación de los procesos de medición
En un proceso pueden aparecer distintas fuentes de variación. La variación que se observa al final del mismo será debida al proceso de fabricación y al proceso de medición, es decir, que no se limita a los indicadores (o calibradores ), sino a todo tipo de instrumentos de medición , métodos de prueba y medición de otros sistemas. Por tanto, para conocer la variación final, deberemos conocer tanto la variación del proceso de fabricación como la debida al proceso de medición.

## Introducción
Dentro de las causas de la variabilidad de la medición se encuentran dos principales fuentes, el operario encargado de tomar los valores y el equipo de medición empleado. Además, hay que tener en cuenta los métodos de prueba y las piezas o muestras que se miden:
- Instrumento de medición: el indicador o instrumento en sí mismo y todos los bloques de montaje, soportes, accesorios, células de carga, la facilidad o dificultad en su uso, son ejemplos de fuentes de variación en el sistema de medición. En los sistemas de toma de mediciones eléctricas, fuentes de variación son el ruido eléctrico y la resolución del convertidor de analógico a digital.

- El operario (persona): la capacidad y/o disciplina de una persona para seguir la instrucciones escritas o verbales.

- Los métodos de prueba: cómo los dispositivos están configurados, la accesorios de la prueba , cómo los datos se registran.

- Las piezas o muestras: lo que se está midiendo. Algunos elementos son más fáciles de medir que otros. Un sistema de medición puede ser bueno para medir la longitud del bloque de acero, pero no para la medición de piezas de caucho, por ejemplo.

- Especificación: la medición se informó teniendo en cuenta una especificación o un valor de referencia. El rango o la tolerancia de ingeniería no afecta a la medición, pero es un factor importante en la evaluación de la viabilidad del sistema de medición.

Por tanto, se define la reproducibilidad como el promedio de variaciones debidas a la toma de medidas con el mismo sistema de medición empleado por distintos operarios.

Por otro lado, definimos repetibilidad como la variación que procede de la toma de varias medidas, de una misma característica y en las mismas condiciones, con único instrumento de medición por un mismo operario.

Por tanto la variación de la medición responderá a la siguiente expresión:

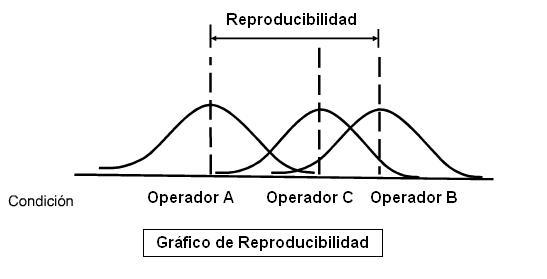
Diagrama de Reproducibilidad.

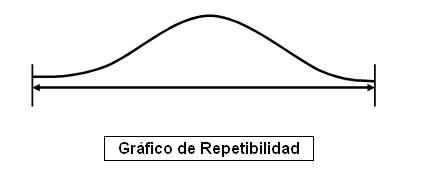
Diagrama de Repetibidad

{\displaystyle \sigma _{ERROR}^{2}=\sigma _{REPRODUCIBILIDAD}^{2}+\sigma _{REPETIBILIDAD}^{2}}

## Análisis reproducibilidad y repetibilidad r&R
Los métodos aceptables para la determinación de estudios de repetibilidad y reproducibilidad se basan en la evaluación estadística de las dispersiones de los resultados, ya sea en forma de rango estadístico (máximo - mínimo) o su representación como varianzas o desviaciones estándar, son: 
- Rango
- Promedio y Rango
- ANOVA

### Rango
Este método permite una rápida aproximación a la variabilidad de las mediciones, pero no descompone la variabilidad en repetibilidad y reproducibilidad. Su aplicación típica es como el método rápido para verificar si la relación r&R no ha cambiado.

Útil como aproximación durante una etapa de estudios de potencial del proceso. No permite determinar por separado el error causado por el equipo y el operador.

### Promedio y Rango
Este método permite una estimación tanto de repetibilidad como reproducibilidad. Sin embargo, no permite conocer su interacción. Esta interacción entre la repetibilidad y la reproducibilidad o entre el instrumento y el operador puede conocerse en caso de que exista con el método de ANOVA. Se determinan por separado los errores asociados con la Repetibilidad y la Reproducibilidad.

### ANOVA
Además de las componentes de variación r&R, determina la significancia de la interacción entre las muestras y el operador y la variabilidad de las muestras.
En el análisis la suma de cuadrados queda:

{\displaystyle SS_{TOTAL}=SS_{ERROR}+SS_{FACTOR}}
Mediante los cuadrados medios podemos estimar las varianzas introducidas por la repetibilidad y por la reproducibilidad:

{\displaystyle CM_{E}=\sigma _{Repetibilidad}^{2}}
{\displaystyle CM_{F}=\sigma _{Reproducibilidad}^{2}+n\sigma _{Repetibilidad}^{2}}

El esquema de la tabla ANOVA, mediante la cual se elabora el análisis:
| Fuente de variación | SS                     | Grados libertad        | CM                     | {\displaystyle F_{o}}         | {\displaystyle F_{t}}                     | Nivel de significación p |
| ------------------- | ---------------------- | ---------------------- | ---------------------- | ----------------------------- | ----------------------------------------- | ------------------------ |
| Entre medidas       | {\displaystyle SS_{F}} | {\displaystyle GL_{F}} | {\displaystyle CM_{F}} | {\displaystyle CM_{F}/CM_{E}} | {\displaystyle F_{\alpha ,GL_{F},GL_{E}}} | {\displaystyle P}        |
| Error               | {\displaystyle SS_{E}} | {\displaystyle GL_{E}} | {\displaystyle CM_{E}} |                               |                                           |                          |
| Total               | {\displaystyle SS_{T}} | {\displaystyle GL_{T}} |                        |                               |                                           |                          |

### Marco teórico
- Profesores José Antonio Heredia Álvaro y Matías Alberto Gras Llopis. Asignatura de Ingeniería de Calidad de la titulación de Ingeniería Industrial impartida en la Universitat Jaume I.

- Dr. Juan José Alberto Mejía Correa.